# Penthimidia eximia
Penthimidia eximia är en insektsart som beskrevs av Gustaf Emanuel Haglund 1899. Penthimidia eximia ingår i släktet Penthimidia och familjen dvärgstritar. Inga underarter finns listade i Catalogue of Life.